# David Friio
David Friio est un footballeur français, né le 17 février 1973 à Thionville. Il évolue au poste de milieu de terrain du milieu des années 1990 au milieu des années 2000.
Après des débuts professionnels au SAS Épinal, il joue au Nîmes Olympique puis à l'ASOA Valence avant de rejoindre le championnat anglais et les clubs de Plymouth Argyle puis de Nottingham Forest.

## Biographie

### Carrière de joueur

#### SAS Epinal (1994-1997)
David Friio rejoint en 1994 le SAS Épinal, club de National. En fin de saison, le club termine premier du groupe B et retrouve ainsi la Division 2. Il évolue avec ce club jusqu'à sa relégation en 1997.

#### Nîmes Olympique (1997-1999)
Il s'engage alors avec le Nîmes Olympique, toujours en division 2.

#### ASOA Valence (1999-2000)
En 1999, il rejoint un promu, l'ASOA Valence, qu'il ne parvient pas à maintenir en 2e division.

#### Plymouth Argyle (2000-2005)
Il part alors pour l'Angleterre, au Plymouth Argyle, qui joue alors en League One (Division 2). Avec ce club il remporte le championnat de D2 en 2004.

#### Nottingham Forest (2005-2006)
L'année suivante il est transféré à Nottingham Forest pour 100 000 livres, club qu'il ne parvient pas à maintenir en Championship.

### Carrière de recruteur

#### Recruteur à Nottingham Forest (2006-2008)
De 2006 à 2008, il est scout dans ce même club.

#### Recruteur à Manchester United (2008-2017)
Puis, à partir de 2008, il s’exile dans le nord du pays et devient recruteur en France pour le compte de Manchester United. Là-bas, il repère notamment l'international français Paul Pogba.

#### Recruteur à Saint-Etienne (2017-2020)
À partir de mai 2017, il vient renforcer la cellule de recrutement de l'AS Saint-Etienne,.

#### Responsable du recrutement à l'Olympique de Marseille (2020-2021)
Il rejoint en septembre 2020 l'Olympique de Marseille afin de chapeauter la cellule de recrutement.

### Carrière de dirigeant

#### Directeur technique à l'Olympique de Marseille (2021-2022)
Le 16 mars 2021, à la suite de la nomination de Pablo Longoria au poste de Président de l'Olympique de Marseille, il devient directeur technique chargé de l'équipe professionnelle et du scouting.

#### Directeur sportif à l'Olympique de Marseille (2022-2023)
En juin 2022, il est nommé directeur sportif de l'Olympique de Marseille. Le club officialise son départ en novembre 2023.

#### Directeur sportif à l'Olympique lyonnais (2023-2024)
En décembre 2023, il est nommé directeur sportif de l'Olympique lyonnais. N'étant par parvenu à atteindre ses objectifs de vente, il est écarté du poste en septembre 2024.

## Palmarès
- Champion d'Angleterre de D3 en 2002 avec Plymouth Argyle.
- Champion d'Angleterre de D2 en 2004 avec Plymouth Argyle.
- Vice-champion de France de National en 1995 avec le SAS Épinal.